# Frühling

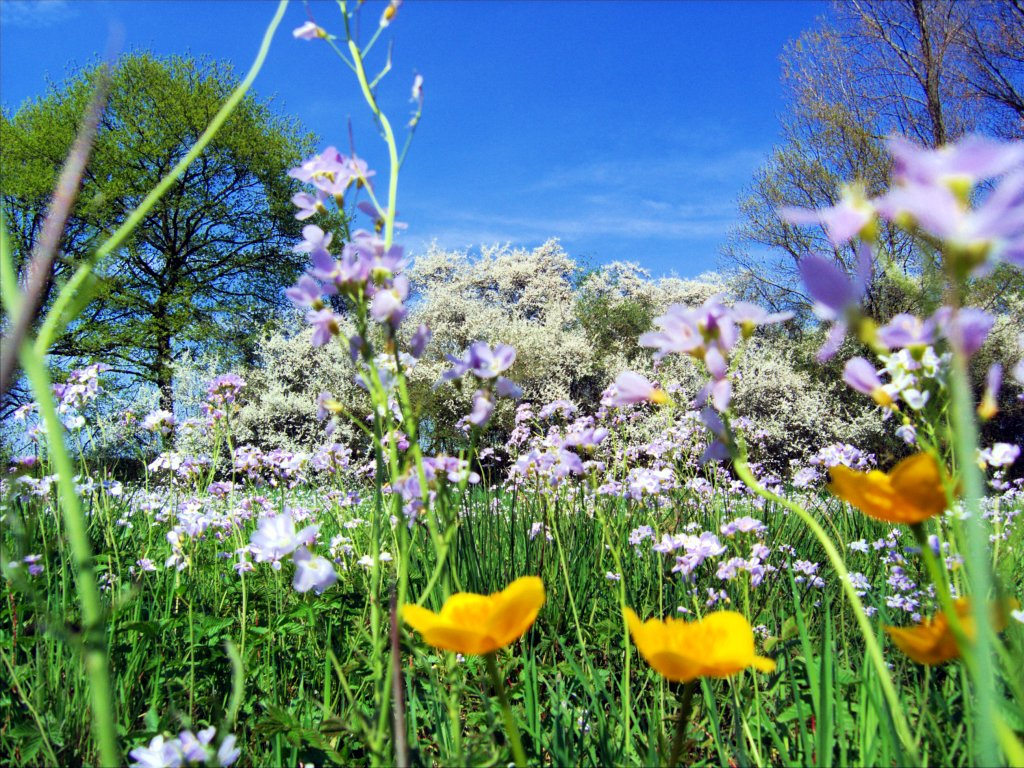
Frühlingswiese:
Sumpfdotterblume,
Wiesenschaumkraut, im Hintergrund: Schlehdorn

Konstellation von Erde und Sonne zu verschiedenen Jahreszeiten (nicht maßstabsgetreu)

Der Frühling oder Lenz, auch das Frühjahr genannt, ist eine der vier Jahreszeiten und folgt auf den Winter.
Die astronomisch bestimmte Jahreszeit Frühling beginnt mit einer Tag-und-Nacht-Gleiche und endet mit einer Sonnenwende.
Im Laufe eines Jahres ändern sich Tageslänge (als Dauer des lichten Tages) und Tagbogen der Sonne (mit höchstem mittäglichem Sonnenstand) abhängig von der geographischen Breite eines Ortes verschieden stark. Dies führt in mittleren Breiten zu deutlich ausgeprägten Jahreszeiten, die sich auf beiden Hemisphären der Erde in jährlichem Turnus wiederholen. Während auf der einen Hemisphäre Herbst ist, ist auf der anderen Frühling; vom Südfrühling der Südhalbkugel wird daher der Nordfrühling der Nordhalbkugel unterschieden. In den gemäßigten Zonen ist es die Zeit der erwachenden und sprießenden Natur.

## Zeitraum
Der Frühlingsbeginn kann auf unterschiedliche Weise festgelegt werden; astronomisch geschieht dies nach der Stellung der Erde zur Sonne, meteorologisch meist nach Kalendermonaten und phänologisch nach den Stadien sich entwickelnder Pflanzen, etwa ihrer Blüte. Meteorologisch wird er meist auf Anfang März angesetzt und dauert drei Monate.
Astronomisch beginnt der Frühling mit dem Äquinoktium, einer „Tag-und-Nacht-Gleiche“:
- Auf der Nordhalbkugel am 20. März (vor 2012 auch am 21. März, nach 2047 auch am 19. März),
- auf der Südhalbkugel am 22. oder 23. September.

Mit dem astronomischen Sommerbeginn zur Sommersonnenwende am 21. Juni endet der astronomische Frühling gegenwärtig immer am gleichen Tag.

Meteorologisch beginnt der Frühling:
- auf der Nordhalbkugel am 1. März,
- auf der Südhalbkugel am 1. September.

Er ist (meteorologisch gesehen) – wie auch die drei anderen Jahreszeiten Sommer, Herbst und Winter – genau drei Monate lang und wurde aus Gründen der Statistik so festgelegt. Aus diesen statistischen Zeiträumen dürfen aber keine Erwartungen an das Wetter abgeleitet werden, sie sind jeweils die drei Kalendermonate, in denen am ehesten ein sommerliches etc. Wetter zu erwarten ist. Durch diese Einteilung können Monate einfacher in „trocken“, „heiß“, „kalt“ usw. eingeteilt werden.

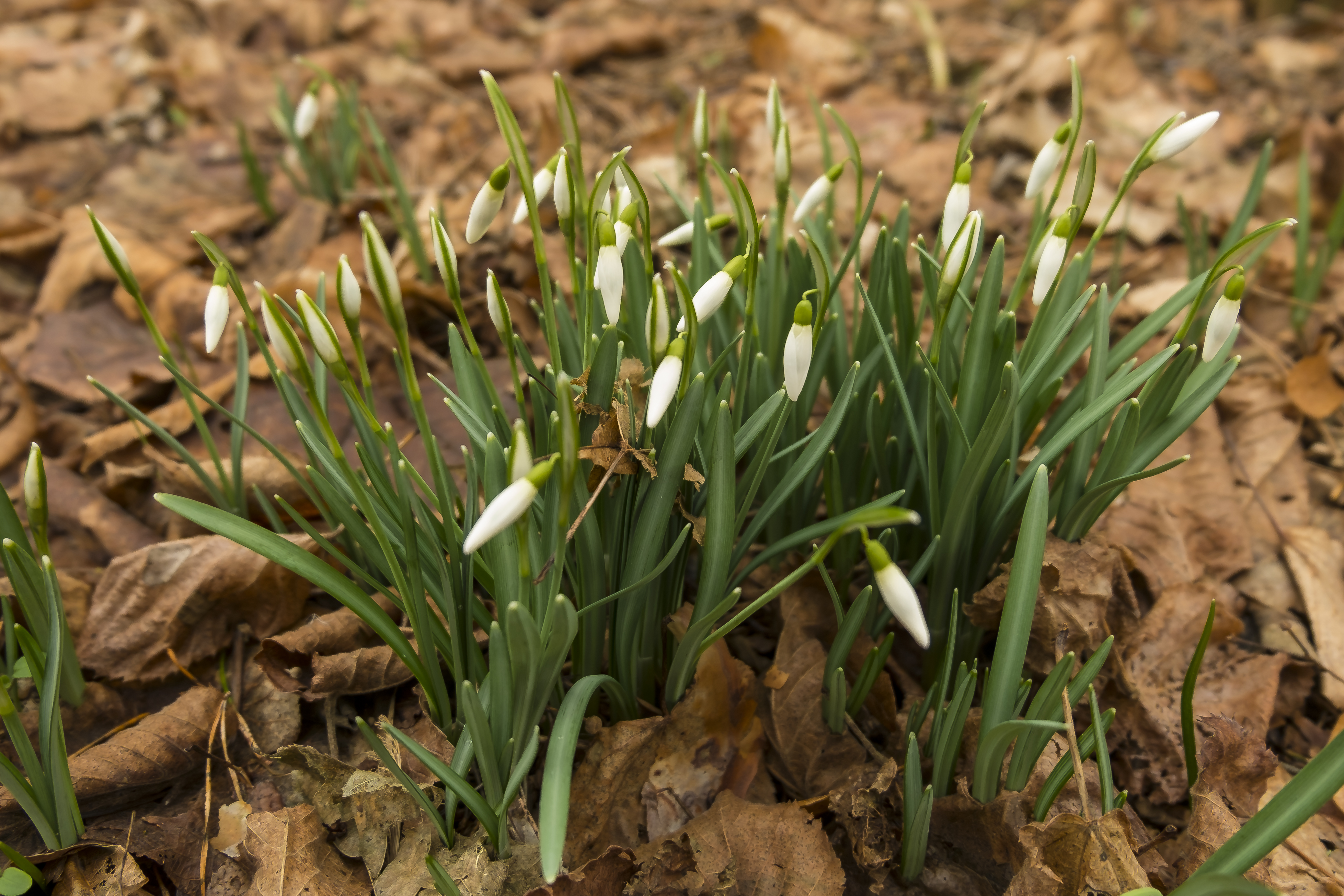
Schneeglöckchen, Galanthus

Phänologisch beginnt der Frühling mit dem ersten Blühen regional unterschiedlicher Pflanzenarten.
- Auf der Nordhalbkugel tritt dies für gewöhnlich in den Monaten März, April und Mai ein,
- auf der Südhalbkugel dagegen im September, Oktober und November.

In Mitteleuropa beginnt demnach der Vorfrühling, von Mitte Februar bis Ende März, bereits mit den ersten Blüten der Schneeglöckchen.
Der Vollfrühling, von Ende April bis Ende Mai, ist aber erst mit dem Blühbeginn der Apfelbäume erreicht. Dieser Zeitraum, in dem die Natur erwacht, wird im deutschen Sprachgebrauch allgemein als Frühjahr bezeichnet.

## Wirkung auf den Menschen

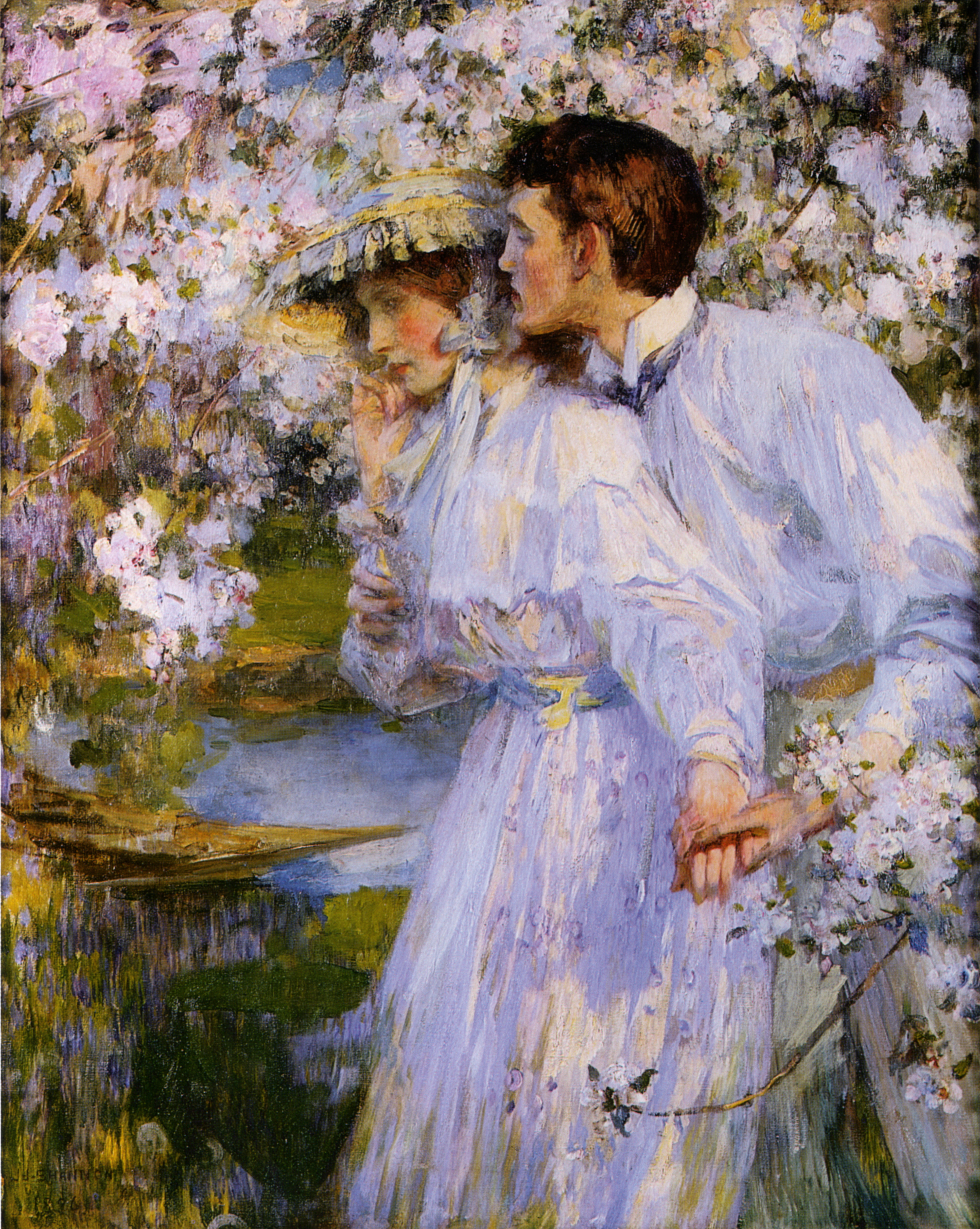
Zärtlichkeiten unter Apfelblüten

Mit der steigenden Lichtintensität werden vermehrt Serotonin, und die Geschlechtshormone Östrogen und Testosteron ausgeschüttet. Serotonin sorgt für ein besseres Allgemeinbefinden und kann eine leicht euphorische Stimmung bewirken. Daher erwachen bei vielen Menschen besonders im Frühling die sogenannten Frühlingsgefühle, – falls noch nicht vorhanden – die Suche nach einem Partner und Verliebtheit. Das gleiche Phänomen gibt es in der Tierwelt (Appetenzverhalten, Balz, Brut- und Setzzeit). Vermutlich spielen beim Menschen auch optische Reize durch leichtere Kleidung eine Rolle. Bei manchen Menschen jedoch stellt sich stattdessen eine Frühjahrsmüdigkeit ein.

## Sonstiges
- In vielen Kulturen gibt es Frühlingsfeste und Frühlingsriten. So leiten sich zum Beispiel diverse kirchliche bewegliche Feiertage vom Datum des Frühlingsbeginns ab. Das persische bzw. kurdische Neujahr und das Neujahr der Bahá'í werden zum Beispiel am Nouruz gefeiert.
- Viele Frühlingsblumen – vor allem Zwiebelpflanzen – ziehen sich nach der Blüte wieder unter die Erde zurück und überlassen ihren Platz späteren Blühern. Aus dem Garten bekannt sind Beispiele wie die Veilchen und die Primeln.

## Redewendungen
- „Frühlingsgefühle haben“ beschreibt ein gehobenes Gefühl im Frühling. Umgangssprachlich und auch scherzhaft meint man damit, dass man sich besonders leicht zu anderen Menschen hingezogen fühlt.[12]
- „Ihren zweiten Frühling“ erlebt eine Person, die sich – meist in höherem Alter – noch einmal verliebt.